# سميس
سميس (بالإنجليزية: Semmes, Alabama)‏ هي مدينة تقع في مقاطعة موبيل (ألاباما) بولاية ألاباما في الولايات المتحدة. تبلغ مساحتها 8.5 (كم²)، وترتفع عن سطح البحر  م، بلغ عدد سكانها 3115 نسمة في عام 2000 حسب إحصاء مكتب تعداد الولايات المتحدة .